# Biblioteca arcivescovile Francesco Pacca
La Biblioteca arcivescovile Francesco Pacca è una biblioteca situata nella città di Benevento, di antica costruzione, è una delle prime costruzioni del genere in Italia.

## Storia
Grazie all'arcivescovo Francesco Pacca che si impegnò personalmente, sin dal 1753 venne prima istituita e poi aggiunta in parte al seminario arcivescovile di Benevento, grazie anche all'autorizzazione pontificia.
Fino a poco prima della sua morte sostenne economicamente l'opera attraverso il fratello, il marchese Bartolomeo. Fra le opere conservate 18 incunabuli ed una numerosa collezione di edizioni cinquecentine. In tempi recenti la biblioteca fu spostata nel palazzo Arcivescovile.